# Turmhügel Hechenberg (Tittmoning)
Der Turmhügel Hechenberg ist eine abgegangene mittelalterliche Höhenburg vom Typus einer Turmhügelburg (Motte) auf einem 520 m ü. NHN hohen Geländesporn etwa 400 Meter südwestlich von Hechenberg, einem Ortsteil der Gemeinde Tittmoning im Landkreis Traunstein in Bayern. Die Anlage wird als Bodendenkmal unter der Aktennummer D-1-7942-0078 im Bayernatlas als „Turmhügel mit Vorburg des hohen Mittelalters ("Hechenberg")“ geführt.
Von der ehemaligen rechteckigen Mottenanlage sind noch der Turmhügel (ca. 8 × 12 m) sowie Wall- und Grabenreste erhalten.